# Cis rotundulus
Cis rotundulus is een keversoort uit de familie houtzwamkevers (Ciidae). De wetenschappelijke naam van de soort werd in 1971 gepubliceerd door John F. Lawrence.